# John Clive Ward
John Clive Ward (* 1. August 1924 in London; † 6. Mai 2000) war ein britischer Physiker.
Ward studierte in Oxford, wo er bei Maurice Pryce promovierte. Er war in den USA u. a. an der Princeton University, dem Carnegie Institute of Technology und der Johns Hopkins University, bevor er 1967 nach Australien auswanderte und Professor an der Macquarie University wurde.
Ward ist heute vor allem wegen zweier Aufsätze in Physical Review von 1950 bekannt, in denen er eine nach ihm benannte Identität („Ward-Identität“, heute „Ward-Takahashi-Identität“ zusätzlich nach Yasushi Takahashi) zwischen der Impuls-Ableitung des Elektron-Propagators und dem effektiven Elektron-Photon Wechselwirkungs-Vertex beschrieb. Mit solchen Identitäten konnte er die Gleichheit bzw. das Verschwinden verschiedener Renormierungs-Konstanten beweisen und schloss damit eine Lücke im Beweis der Renormierbarkeit der Quantenelektrodynamik von Freeman Dyson. Ähnliche Identitäten werden heute auch zum Beweis der Renormierbarkeit anderer Eichtheorien benutzt.
Ward war auch ein Pionier des Standardmodells. In einem Aufsatz mit Abdus Salam von 1964 untersuchte er eine vereinheitlichte Theorie der elektroschwachen Wechselwirkung mit Eichgruppe SU(2) x U(1) (wie auch später Steven Weinberg), mit Weak Mixing Angle zwischen dem Photon und dem neutralen Z-Eichboson, allerdings ohne Spontane Symmetriebrechung.
Er arbeitete auch Anfang der 1950er Jahre über Supraflüssigkeiten, quantenmechanische Vielteilchentheorie (mit J. M. Luttinger, Renfrey Potts, Elliott Montroll) und das Isingmodell (z. B. entwickelte er mit Mark Kac 1952 eine kombinatorische Lösung des Isingmodells).
Ward war auch 1955 an Arbeiten für die britische Wasserstoffbombe beteiligt und arbeitete in Australien an Ideen zur Urananreicherung (Ward Prozess). Seine Beteiligung an der Entwicklung der britischen Wasserstoffbombe, die zuerst 1957 getestet wurde (Operation Grapple) ist auch in seinen Memoiren geschildert, in den Archiven findet sich aber nach der Historikerin Lorna Arnold kein Hinweis, wem der erfolgreiche Entwurf zu verdanken war. Die Leitung der Entwicklung am Atomic Weapons Establishment in Aldermaston hatte William Penney. Als wesentlich Beteiligte wurden auch William Richard Joseph Cook, Henry Hulme, Keith V. Roberts und John Bryan Taylor genannt (und beim Grapple V Entwurf Ken Allen). Die Entwicklung begann im Juli 1954 und der letzte Test der Entwicklungsphase war nahe der Weihnachtsinsel im September 1958.
Ward lebte zuletzt in Vancouver und starb nach der Rückkehr von einer Südsee-Reise. Ward wurde 1965 Fellow der Royal Society. 1980 erhielt er die Guthrie Medal des Institute of Physics, 1982 den Dannie-Heineman-Preis für mathematische Physik und 1983 die Hughes Medal der Royal Society.